# Vasco da Gama (Sudáfrica)
El Vasco da Gama fue un club de fútbol de Parow, Sudáfrica. Fue fundado en 1980 y jugó en la Premier Soccer League. Era un club asociado a la comunidad portuguesa residente en Sudáfrica e influenciado por el CR Vasco da Gama de Brasil, del que adoptó su escudo y uniforme.

## Historia
El Vasco da Gama fue fundado en 1980. Siendo principalmente un club de la liga menor, Vasco logró el ascenso a la National First Division, la segunda división sudafricana, en el año 2003 después de ser coronado campeón de la Vodacom Second Division. En su primera temporada en la NFD terminó quinto.
Después de una exitosa temporada 2005-06, el Vasco disputó la promoción de ascenso, superando a los Bush Bucks en la semifinal. Perdieron por 1-0 en la final del playoff ante el Benoni Premier United, que incluía los jugadores de los Bafana Bafana, Bernard Parker y Tsepo Masilela. En 2008 ganó la Vodacom League y recuperó la promoción a la National First Division una vez más.
El Vasco se aseguró el ascenso a la Premier Soccer League (PSL) cuando vencieron a los Black Leopards 2-1 (global 3-2) en la promoción de play-off el 7 de marzo de 2010. Después de sólo una temporada en la PSL descendió al acabar 15º en la tabla final.
Al finalizar la temporada 2015/16 el equipo se muda a la ciudad de Stellenbosch y desaparece para dar paso al Stellenbosch FC mientras jugaba en la Primera División de Sudáfrica.

## Palmarés
- First Division Coastal Stream: 1

2009–10
- National Play-off: 2

2002–03, 2007–08
- Western Cape Stream: 3

2000–01, 2002–03, 2007–08
- SA Amateur Club Championship: 2

1988, 1990